# Frederick Roy Martin
Frederick Roy Martin, journaliste et patron de presse américain, fut directeur de l'agence de presse américaine Associated Press de 1921 à 1925.
En 1912, il quitte la direction de The Providence Journal pour rejoindre Melville Stone à la tête d'Associated Press. C'est lui qui est chargé des tâches ingrates, comme la rédaction d'une lettre au Sénat pour excuser l'agence d'avoir commis une erreur dans la citation du Sénateur Lafolette concernant une éventuelle entrée des États-Unis dans la guerre de 1914-1918.
Décrit comme patient et intelligent, il succède à Melville Stone pour quatre années de gestion plutôt prudente et laisse son siège en 1925 à Kent Cooper, partisan d'une gestion plus entreprenante face à la concurrence de United Press.